# 포터 (맥주)

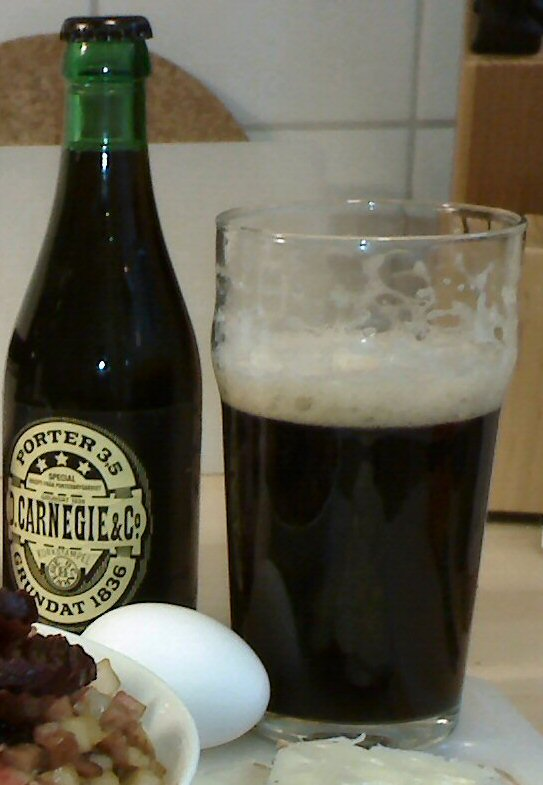
포터

포터(Porter)는 어두운 색을 가진 에일과 유사한 맥주의 일종이다.
포터는 18세기 초 영국 런던에서 개발된 스타일의 맥주이다. 갈색 맥아를 사용하여 잘 호핑되고 외관이 어둡다. 이름은 포터들에게 인기가 있었던 데서 유래한 것으로 여겨진다.
포터의 인기는 상당했다. 전 세계에서 양조된 최초의 맥주 스타일이 되었으며 18세기 말까지 아일랜드, 북미, 스웨덴, 러시아에서 생산이 시작되었다.
스타우트와 포터의 역사는 서로 얽혀 있다. 흑맥주에 사용되는 "스타우트"라는 이름은 강력한 포터가 "스타우트 포터"로 판매되기 때문에 생겨났으며 나중에는 그냥 스타우트로 축약되었다. 기네스 엑스트라 스타우트는 원래 "Extra Superior Porter"라고 불렸으며 1840년까지 "Extra Stout"라는 이름이 주어지지 않았다. 오늘날 스타우트와 포터라는 용어는 흑맥주를 설명하기 위해 사용되며 서로 다른 양조장에서는 거의 같은 의미로 사용된다.